# Lac Michwacho
Le lac Michwacho est un plan d'eau douce traversé par la rivière Chibougamau, dans la partie Sud du territoire de Eeyou Istchee Baie-James (municipalité), dans la région administrative du Nord-du-Québec, dans la province de Québec, au Canada.
Le lac Michwacho fait partie entièrement du canton d’Opémisca. La foresterie constitue la principale activité économique du secteur. Les activités récréotouristiques arrivent en second.
Le bassin versant du lac Michwacho est accessible grâce à une route forestière qui fait le tour du lac Normandie et dessert le Sud-Ouest du lac et la partie Sud du Mont Michwacho. Cette dernière route se rattache à la route 113 reliant Lebel-sur-Quévillon à Chibougamau.
La surface du lac Michwacho est habituellement gelée du début novembre à la mi-mai, toutefois la circulation sécuritaire sur la glace se fait généralement de la mi-novembre à la mi-avril.

## Géographie
Le lac Michwacho est traversé vers le Nord par la rivière Chibougamau laquelle arrive du Sud. Ce lac comporte une presqu’île s’étirant vers le Nord-Est sur 3,2 km que contourne le courant.
Ce lac s'approvisionne aussi de la décharge du lac Shamrock (venant de l'Ouest. Ce lac comporte 29 îles.
Une baie du lac s’étire sur 2,0 km vers le Sud-Ouest jusqu’au pied du Mont Michwacho dont le sommet atteint 538 m. Une autre baie connexe du côté Nord s'étire sur 1,1 km vers l'Ouest jusqu'au pied du Mont Roy dont le sommet atteint 498 m.
Ce lac comporte une longueur de 9,6 km, une largeur maximale de 1,9 km et une altitude de 351 m.
L’embouchure du Lac Michwacho est localisée au fond d’une baie du côté Nord, soit à :
- 52,8 km à l’Ouest du lac Chibougamau ;
- 71,8 km au Nord-Est de l’embouchure de la rivière Chibougamau (confluence avec la rivière Opawica) ;
- 134,6 km au Nord-Est de l’embouchure du lac au Goéland (rivière Waswanipi) ;
- 48,7 km au Sud-Ouest du centre-ville de Chibougamau ;
- 23,3 km au Nord-Ouest du centre du village de Chapais (Québec) ;
- 312 km au Sud-Est de l’embouchure de la rivière Nottaway[1].

Les principaux bassins versants voisins du lac Michwacho sont :
- côté Nord : rivière Chibougamau, rivière Brock, rivière Brock Ouest ;
- côté Est : rivière Chibougamau, lac Opémisca, rivière Opémisca ;
- côté Sud : rivière Chibougamau, rivière Obatogamau ;
- côté Ouest : ruisseau Déception, lac des Orignaux, rivière Chibougamau, lac la Trêve.

## Toponymie
Jadis, ce toponyme a été désigné « Lac Mikwasash » et « lac Wikwasash ».
Le toponyme "lac Michwacho" a été officialisé le 5 décembre 1968 par la Commission de toponymie du Québec lors de sa création.